# 寺田康彦
寺田 康彦（てらだ やすひこ、1954年1月27日 - ）は、日本のレコーディング・エンジニア、シンクシンクインテグラル代表。くらしき作陽大学音楽学部・特任教授。
学生時代に放送、映画、演劇を学び、1975年アルファレコードの前身アルファ・アンド・アソシエイツに入社した。荒井由実、ハイ・ファイ・セット、吉田美奈子などのレコーディングのアシスタントとしてキャリアをスタートし技術を習得する。アルファレコード在籍中はカシオペア、YMOをはじめYENレーベルアーティストのほかソフトバレエ、PINKなど、その後はTOKIO、スピッツ他、ジャンルを問わず多数の作品のミキシングを手掛けた。
1992年にプロジェクト・スタジオの先駆けとも言えるシンクシンクスタジオを構え、1994年にはエンジニア／クリエイター集団 シンクシンクインテグラル（名付け親は細野晴臣）を設立した。そして主宰するレーベル（シンクシンクレコード）からは21枚のアルバムをリリースしている。 
1995年、石田ショーキチ（ギター＆ボーカル）と吉澤瑛師（キーボード）と共にスクーデリアエレクトロ（Scudelia Electro）を結成。2005年解散までCDリリースのほか、ライブではステージ上でのDUBパフォーマンスも行う。 2004年からは、くらしき作陽大学音楽学部の特任教授として学内にスタジオ設備を整え、音楽制作やスタジオ録音の授業を行っている。
近年は大貫妙子トリビュートにおいてティン・パン・アレイ、松任谷由実との久々のレコーディングや、矢野顕子のアルバムのレコーディングに携わった。 さらにアニメ「ウイッチクラフトワークス」ED曲や、「おそ松さん」のED曲「SIX SAME FACES 〜今夜は最高！」、上坂すみれ「恋する図形」、有形ランペイジの楽曲など、現在も長年培ったエンジニアリングの手腕を発揮している。また、さとうもかのインディーズでのファースト・アルバム『THE WONDERFUL VOYAGE』のプロデュースの他、ボカロPの雄之助を世に送り出すなど、若い音楽家の育成や作曲家・編曲家のエージェント業務も行っている。

## 略歴
- 1975年 - アルファ・アンド・アソシエイツ（後のアルファレコード）入社。
- 1990年 - 福富幸宏とリミックス・プロジェクト・TF Production結成。
- 1992年 - シンクシンクスタジオ設立[7]。
- 1993年 - 18年在籍したアルファレコード退社。
- 1994年 - シンクシンクインテグラル設立。
- 1995年 - Scudelia Electro結成。
- 2005年6月17日 - Scudelia Electro解散。（※現在は不定期にライブを実施）

## レコーディング・エンジニアを務めたアーティスト
- YMO
  - 細野晴臣
  - 坂本龍一
- 戸川純
- コシミハル
- 大貫妙子
- 立花ハジメ
- PINK
- SOFT BALLET
- 森岡賢
- 遠藤遼一
- 電気グルーヴ
- スピッツ
- Spiral Life
- UA
- ホッピー神山
- サンディー
- AOEQ（藤原ヒロシ・YO-KING)
- ZABADAK
- ゴスペラーズ
- 嶺川貴子
- 黒沢健一
- Kinki kids
- TOKIO
- Coming Century
- 安室奈美恵
- MAX
- 浜崎あゆみ（remix）
- Chocolove from AKB48
- sasakure.UK
- テクノボーイズ
- 大森靖子
- さとうもか
- サンディ＆サンセッツ
- H2O
- 日出郎
- IKKO
- ラッキィ池田
- AIR
- Scudelia Electro
- 宮沢りえ
- 観月ありさ
- 柴咲コウ
- 近藤真彦
- ムーンライダーズ
- ピチカート・ファイヴ
- ブレッド＆バター
- EPO
- ノーナ・リーヴス
- microstar
- 杏子
- QYPTHONE
- 佐藤竹善
- 富樫春生
- カシオペア
- サーカス
- 女子十二楽坊
- 福岡ユタカ
- 日高富明（ガロ）
- 三好鉄生
- 小森田実
- 織田裕二
- タモリ
- 笑福亭鶴光
- 竹中直人
- グッチ裕三
- ワールドスタンダード
- 篠原ともえ
- 吉川ひなの
- シーナ＆ロケッツ
- スターリン
- サロンミュージック
- じゃがたら
- ボ・ガンボス
- どんと
- ジョーリノイエ
- 鴨宮諒
- 宗次郎
- つじあやの
- 梶谷美由紀
- 山本達彦
- 北川晴美
- 小池玉緒
- VENUS PETER
- 鶴
- Waffles
- HIKARI
- おおたか静流
- チエ・カジウラ
- CHIEKO BEAUTY
- 演劇集団キャラメルボックス
- ゲントウキ
- セロファン
- 村上ユカ
- スノーモビルズ
- DECO*27 他多数